# 上片桐村
上片桐村（かみかたぎりむら）は、長野県上伊那郡にあった村。現在の下伊那郡松川町大字上片桐にあたる。

## 地理
- 山：小八郎岳
- 河川：天竜川、片桐松川

## 歴史
- 1881年（明治14年）8月17日 - 近世以来、片桐村1村として扱われていた「片桐七ヶ村」の一つであった上片桐村が独立。
- 1889年（明治22年）4月1日 - 町村制の施行により、上片桐村が単独で自治体を形成。
- 1953年（昭和28年）2月1日 - 七久保村の一部（字三林・字袴ヶ腰・字烏帽子ヶ丘の各一部）を編入。
- 1956年（昭和31年）9月30日 - 下伊那郡大島村と合併して下伊那郡松川町が発足。同日上片桐村廃止。

## 交通

### 鉄道路線
- 日本国有鉄道
  - 飯田線
    - 上片桐駅

### 道路
- 国道153号

現在は旧村域を中央自動車道が通過するが、当時は未開通。